# Новозлатопільський єврейський національний район

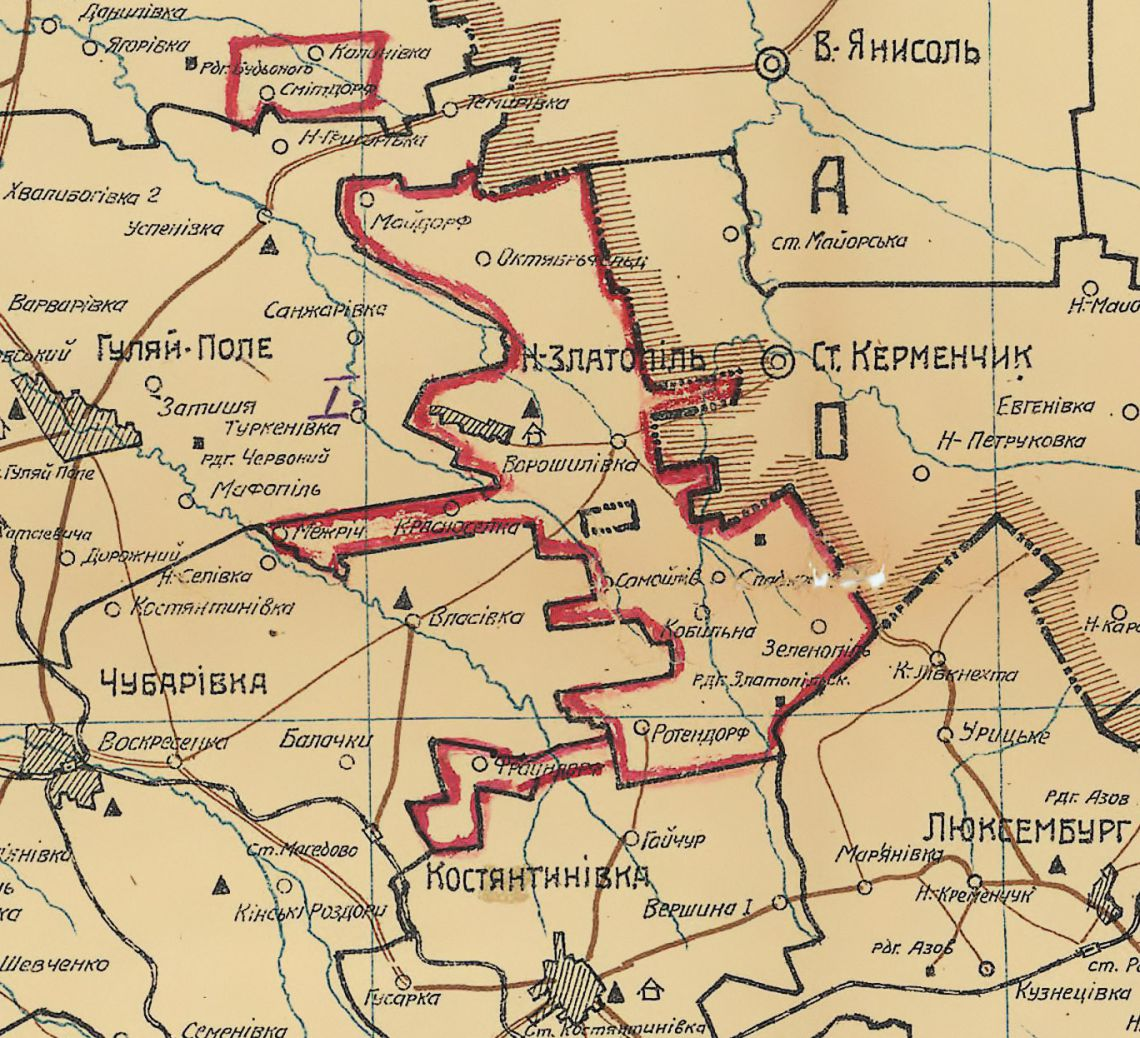
Новозлатопільський єврейський район 1935 року у межах Дніпропетровської області.

Новозлатопільський єврейський національний район — колишній адміністративний район в Україні, створений згідно з постановою Президії ВУЦВК від 19 червня 1929 року. Центром району було с. Новозлатопіль.
До складу району увійшли сім сільрад Запорізької округи — Новозлатопільська, Розкошинська, Межиріцька, Красносільська, Майндорфська, Святодухівська, Фрайдорфська, а також три сільради Маріупольської округи — Зеленопільська, Солодководненська, Ротендорфська. 9 сільрад були єврейськими.
Район був створений у рамках реалізації політики коренізації стосовно єврейського населення. Внаслідок переселення значної кількості євреїв на територію, яка відійшла до району, значно зросла кількість єврейського населення. До району увійшли 12 старих єврейських колоній і 25 новоутворених переселенських селищ. У районі нараховувалося 2 882 селянських господарств, 15 671 мешканець, у тому числі євреїв — 72,6%, українців — 24,2%, німців — 3,2%.
Єврейські родини продовжували переселятися в район і після його створення. Так навесні 1935 року прибуло 59
сімей.
У 1930 році у районі стала виходити газета єврейською мовою «За суцільну колективізацію», яка з 1932 року називалась «Колвірт Штерн» («Колгоспна зоря»). А з 1935 року розпочався випуск газети «Колгоспна зоря» українською мовою.
У березні 1939 року національні райони, у тому числі і єврейські, були розформовані. Причиною цього було те, що їх створення стало вважатися штучним і неефективним. Новозлатопільський єврейський національний район став звичайною адміністративною одиницею.
Район проіснував до 1945 року в складі Запорізької області. Указом Президії Верховної Ради УРСР від 20 лютого 1945 року район був ліквідований, а його територія відійшла до трьох районів: Гуляйпільським, Куйбишевським та Пологівським.